# Melamphaes pumilus
Melamphaes pumilus är en fiskart som beskrevs av Ebeling 1962. Melamphaes pumilus ingår i släktet Melamphaes och familjen Melamphaidae. Inga underarter finns listade i Catalogue of Life.